# Židé v Albánii
Židovská komunita v Albánii je v současnosti malá a čítá přibližně 200 členů, většina z nich žije v Tiraně. V místech, kde dříve bývala aktivní židovská komunita, dnes existuje jen velmi málo organizovaný veřejný život, který je dnes spojený zejména se státními příslušníky Izraele jež zde pracují. V Tiraně se nachází Společnost pro albánsko-izraelské přátelství. V zemi se dnes již nenachází ani jedna funkční synagoga.

## Historie
V období komunistické nadvlády byla židovská komunita silně izolována a všechna náboženství byla zakázána. Uvádí se, že židovská komunita měla 200–300 členů. Po pádu komunismu v roce 1991 byli téměř všichni albánští Židé přepraveni do Izraele, kde se usadili převážně v Tel Avivu.